# Kurisakia sinocaryae
Kurisakia sinocaryae är en insektsart. Kurisakia sinocaryae ingår i släktet Kurisakia och familjen långrörsbladlöss. Inga underarter finns listade i Catalogue of Life.